# Dayton (New Jersey)
Dayton – jednostka osadnicza  w hrabstwie Middlesex w stanie New Jersey w USA. Dayton należy do konglomeracji South Brunswick Township. Według danych z 2010 roku Dayton zamieszkiwało ponad 7 tys. osób.